# Списък на депутатите в Четвъртото велико народно събрание
Според стенографските дневници депутатите в Четвъртото велико народно събрание са: 
- Анастас Д. Вангелов
- Ат. Д. Самоковлиев
- А. Гергинов
- А. Златев
- А. Крушков
- Я. Руселиев
- П. Зографски
- Ив. Стоянов
- Ат. Кръстев
- А. Стоилов
- А. Гагов
- А. Дончов
- А. Ангелиев
- А. Станчов
- Антон Т. Куманов
- Ангел Поппов
- Хр. Иванов
- Андон С. Бояджиев
- А. Генчев
- А. Попов
- А. Насалевски
- А. Новков
- А. Джагов
- А. Петров
- Ат. Сербезов
- А. Генчев
- А. Караманов
- А. Бобев
- Ант. Попов
- Андр. Пеев
- Ат. Дончов
- А. Х. Есадов
- Ф. Щърбанов
- Б. Димитров
- В. Попов
- В. П. Стоянов
- В. Атанасов
- Вел. Попов
- В. Дипчов
- Ат. Г. Каракашев
- В. Станчев
- В. И. Божинов
- В. Цветков
- Н. Драгошинов
- В. Р. Мазников
- Ив. В. Конов
- В. Биволаров
- В. Стаменов
- В. Дудов
- В. Христов
- В. Джонов
- Д. Караджов
- Ив. Бояджиев
- Ив. А. Алексиев
- Ибрахим Х. Ахмедов
- Халил Котели
- И. Попов
- Ив. Мандиков
- С. Стаменов
- Ив. Стойнов
- Юсеин Х. Ахмедов
- Ил. Стоянов
- Ц. Драгунов
- Замак Исмаилов
- М. Иванов
- П. Иванов
- К. Евров
- А. Димов
- Н. К. Думанов
- А. Н. Ръждавички
- А. Караиванов
- А. Х. Ангелов
- Алекси Дюлгеров
- Ат. Поппов
- Ах. Х. Хасанов
- А. Попов
- Б. Попов
- М. Манев
- И. Сакаров
- Ат. Митев
- Б. Тихолов
- Б. Пенчев
- К. Мирски
- Кр. Великов
- Т. Х. Стоев
- Н. Вълчев
- Хр. Христов
- Н. Щърбев
- Ст. Х. Драгнев
- Тане Колев
- Л. Христов
- К. С. Възвъзов
- П. Петрунов
- Т. Икономов
- Яким Попов[3]
- Петър Винаров
- Тр. Тодоров
- Л. Павлов
- К. Петров
- М. Георгиев
- К. Колев
- И. Богданов
- Н. Господинов
- М. Ганчов
- С. Драганов
- К. Стаменов
- Тахсим Бей
- К. Стефанов
- Иван Маслов
- С. Касабов
- Ив. Стоянов
- Ст. Кожухаров
- Ц. Леонкиев
- С. Русанов
- П. Сребров
- Юрдан Пенчов
- К. Запрянов
- К. Златанов
- Мустафа Юсуф
- К. Костов
- П. Доков
- П. Георгов
- Симо Гигов
- М. Тодоров
- П. Калинков
- Т. Богданов
- П. Попов
- Т. Г. Пеев
- Стоян Наков
- Н. Ю. Бакалов
- Сав. Г. Станов
- Мехмед Еф. Юмеров
- Н. Я. Златев
- Мустафа Еф. Ибрямов
- Никола Ф. Генов
- П. Сирака
- К. Станчев
- К. Алексиев
- Киро П. Иванов
- Х. Ив. Палазов
- П. Бояджиев
- Тодор Киров
- К. Колев
- М. Иванов
- Н. Русев
- Осман Х. Асанов
- Н. Минков
- Пею Мръвков
- Скендер Бей
- Ст. Тодоров
- Ст. Симеонов
- Н. Фичев
- Нури Хюсеин
- Христо Ангелов
- П. Христов
- Ст. Ценов
- Осман Бей Салибегов
- Н. Щерев
- П. С. Куюмджиев
- М. Ангелов
- П. Боджаков
- Русси Н. Касабов
- П. Тодоров
- Хаджи Юсуф
- Ю. Калчев
- Сл. Господинов
- П. Банов
- Ст. Празов
- П. Стойнов
- С. Първанов
- С. Драганов
- Ст. Калчев
- Т. Минев
- С. Сарийски
- Риза Хафус Ибишов
- Хаджи Афуз
- Ст. Димитров
- П. Иванов Черкеза
- М. Славов
- Ив. Христов
- Р. Йосифов
- С. П. Величков
- Хаджи Ибр. Сяров
- Шербетчи Халил
- Т. Паунов
- Т. Петров
- Т. Попов
- Т. Пейчов
- Т. Петров
- П. Кочанков
- Т. Димчев
- Юмер Х. Ахмед
- Шабан Халилов
- Иван Арабаджията
- Хатиб Ом. Ходжов
- Хаф. А. Ахмедов
- Хаджи Д. Карагьозов
- Х. Ахм. Х. Мехмедов
- Хаджи Яхя Юмеров
- Хр. Векилхарчев
- Юрд. Д. Парасков
- Хр. Ив. Лекарски
- Янко Х. К. Сираков
- Нечо Стоянов
- Юсуф Х. Мустафов
- Христо Самсаров
- И. Йонов
- Цани Филев
- Яни Станчев
- Каню Хр. Бояджиев
- Ил. П. Маджаров
- К. Динов
- Хр. Манов
- Цв. Игнатов
- Р. Попов
- Х. Донев
- К. Цончев
- Г. Николов
- Хр. Т. Рибаров
- Цеко Попов
- Хр. Т. Рибаров
- Цеко Попов
- Христо Иванов Книговезец
- Дянко Милков
- П. Н. Юруков
- Нино Петков
- Д. Н. Пъшков
- Н. Момчилов
- Д-р Стоян Чомаков
- В. Икономов
- Цанко Р. Цанков
- Христо П. Манафов
- Васил Карагьозов
- И. Пецов
- В. И. Грудов
- Ив. Стойнов
- Коста С. Пейков
- П. Чаушов
- К. Попов
- Тодор Х. Тошев
- Стефан Димитров
- Ж. Попов
- Д. Десев
- С. Паница
- Стефан Явашчиев[4]
- Тони Петров
- Р. Енев
- Ат. Желев
- Моню Абаджиев
- М. Иванов
- Ив. Матракчийски
- Н. Дечев
- Д. Тодоров
- Ив. Стоянов
- С. Богданов
- В. А. Дивленски
- Г. Тодоров
- П. Гогов
- Ст. Ю. Попов
- Петър Гюзелев
- М. П. Пачев
- Г. Ковачев
- Г. Гьокчеренски
- Д. Гогов
- Г. Арнаудов
- Господин Георгиев
- Г. Йовчов
- Г. Пенев
- Георги Ангелиев
- Г. Петров
- Г. С. Дедев
- Г. Лютаков
- И. Ц. Гугучков
- Гену Добрев
- Г. Станков
- М. К. Аврамов
- Георги Дечев
- Георги Николов
- Г. Стоянов
- Георги Данчов
- Георги Попов
- Г. П. Рафаилов
- Г. Цигов
- Господин Попов
- Гр. Николов
- Г. П. Касабов
- Сим. Т. Попов
- Георги Илиев
- Г. Е. Паница
- Г. Панов
- Р. Георгиев
- Г. Цветков
- Г. Стойков
- Георги Динов
- Георги Иванов
- Геню Б. Джамбазов
- Герчо Йончов
- Дончо Петков
- Д. Самочевски
- Д. Попов
- Г. Данков
- Д. Анастасов
- Марко Ст. Марков
- Д. Сиромашки
- Н. Георгов
- Г. Куруджиев
- Д. Стойков
- Д. Стоилков
- Г. Кюмюров
- С. Х. Хайдудов
- Д. Китов
- Н. Цолов
- Д-р К. Помянов
- Д-р Сотир Антониади
- Д. Пашков
- Д. Ив. Белопопски
- Д. Стоянов
- Димитър А. Гърков
- Д. Станев
- Д. Нойков
- Д. Драгиев
- Д. Танчов
- Димитър Рачев
- Д. Николов
- Доси Кърджиев
- Д. Юрданов
- Д. Топкаров
- Данаил Георгиев
- Туца Г. Миков
- Д. Г. Дойчинов
- Д. Добрев
- Д. Масларски
- Д. Михайлов
- М. Гицов
- Д. Х. Стефанов
- Д. Горов
- Д. Ценов
- И. Николов
- Мехмед А. Исмаилов
- Д. Боев
- Ив. Арнаудов
- Недю Петров
- Давид Бояджиев
- Т. Табаков
- М. Петров
- М. Лазаров
- П. Стаменков
- Д. А. Ценов
- Даскал Ив. Драганов
- Е. Друмев
- Неджиб Бей Чилингиров
- Мехмед Кесим Зааде
- Д. Иванов
- Ебулеиз Ефенди
- Т. Шипков
- Ив. Манчов
- Ив. Кидов
- Ем. Начев
- Онуфрий Седмаков
- Ив. Митев
- Хр. Ив. Велев
- Сава Райнов
- Е. Славовски
- Д. Чакъров
- Д. С. Кукумявков
- Д. Йосифов
- Ж. Младенов
- Иван Н. Боцев
- И. Стефанов
- М. Х. Юмеров
- Начо Георгиев
- Ив. Белберов
- Т. Дойчинов
- Желязко Петков
- Д. Саллев
- Ив. Ибришимов
- Ив. Бързаков
- Мехмед Али Герей
- Колю Попски
- Мехмед Х. Абдулов
- Ив. Петров
- Е. П. Филипов
- З. Ласков
- Ет. Хасанов
- Ив. Янакев
- Ив. С. Коларов
- Ив. С. Чапрашъков
- Ив. Джуранов
- И. Ковачев
- Кръстю Минев
- Ив. Згурев
- Ив. Желязков
- Ив. Петров
- С. Иванов
- Ив. П. Коев
- Илия Коев
- Иван Влахов
- П. Нейков
- Илия Джиджишов
- Н. П. Корназов
- И. Ахмедов
- Косю Станчов
- П. Тодоров
- Ив. К. Гръцки
- Руси Малов
- К. Ставриди
- Т. Кантарджиев
- Н. Тошев
- Т. Петрев
- Д. Гергюв
- Ст. Попов
- Ив. Янков
- К. Ангелов
- М. М. Топалов
- Юрд. Ганев
- Петър Кокошков
- Ив. П. Христов
- Ив. Хранов
- П. Кескинов
- Н. Минков
- П. Чакмаков
- К. Йончев
- К. Раковски
- Курти Велев
- Н. Янев
- М. Късоглед
- К. Д. Бояджиев
- Калчо Д. Попов
- Н. Пеков
- Л. Петров
- Искър Урманов
- Коце Георгиев
- Р. Попов
- П. Юрданов
- Н. Диков
- К. Имуков
- К. Табаков
- Т. Стоев
- Ц. Иванов
- Н. Минков
- Р. Крачанов
- М. Каралеев
- С. Манчов
- П. Данчов
- С. Докумов
- М. Митров
- М. Митев
- С. Пуйков
- П. Карамаждраков
- Михал Рачов
- М. Симов
- Манол Николов
- Цаню П. Ковачев
- Стат С. Николов
- Н. Козаров
- М. Молдовански
- Л. Т. Вълков
- П. П. Михайлов
- Н. Момчов
- Т. Д. Попов
- Хасан Бей Муста Беев
- Т. Д. Кювлиев
- Н. Т. Козаров
- Стефан Икономов
- Ю. Иванов
- Ив. Н. Хаджиенов
- Никола Пушкаров
- Нуман Ефенди
- М. Бунджулата
- П. Русев
- С. Вълков
- С. Календеров
- Рашко Нешев
- Цв. Мечкаров
- П. Попов
- Н. В. Руменов
- П. Шишков
- П. Кръстев
- Н. Величков
- Нако Трифонов
- Хаджи Петър Енкин
- С. Х. Запрянов
- Хр. Сп. Ракилов
- Петър Пенчев
- Хаджи Неджиб Бей
- Кирко Стоянов
- С. Икономов
- П. Гочев
- Ст. Х. Добрев
- Осман Кечели
- Мишон Коцев
- Стою Ранделов
- Ф. Желязков
- С. Ив. Жабленски
- Н. Цветков
- С. Попов
- Хаджи Фезула
- М. Господинов
- Як. Славчов
- Х. Петър х. Илиев
- Ф. Маринов
- Т. Илиев
- Т. Василев
- Т. Николов
- Феим Еф. Алиев
- Тодор Курев
- Пешо Генчов
- Хаджи Д. Стоянов
- Т. Паунов
- Х. Янев
- Хр. Сапунджиев
- Р. Симеонов
- М. Тихолов
- Д. Недялкович
- Я. Донков
- Ст. И. Цвикю